# Elytroleptus nigripennis
Elytroleptus nigripennis là một loài bọ cánh cứng trong họ Cerambycidae.